# Лопетарі (комуна)
Лопетарі (рум. Lopătari) — комуна у повіті Бузеу в Румунії. До складу комуни входять такі села (дані про населення за 2002 рік):
- Бребу (136 осіб)
- Виртежу (100 осіб)
- Лопетарі (1136 осіб) — адміністративний центр комуни
- Лунчиле (849 осіб)
- Пестріцу (137 осіб)
- Плаю-Нукулуй (604 особи)
- Плоштіна (623 особи)
- Потеку (102 особи)
- Серень (64 особи)
- Терка (569 осіб)
- Фундата (195 осіб)

Комуна розташована на відстані 122 км на північ від Бухареста, 41 км на північний захід від Бузеу, 112 км на захід від Галаца, 78 км на схід від Брашова.

## Населення
За даними перепису населення 2002 року у комуні проживали 4515 осіб.
Національний склад населення комуни:
| Національність | Кількість осіб | Відсоток |
| -------------- | -------------- | -------- |
| румуни         | 4498           | 99,6%    |
| цигани         | 13             | 0,3%     |
| угорці         | 4              | 0,1%     |

Рідною мовою назвали:
| Мова      | Кількість осіб | Відсоток |
| --------- | -------------- | -------- |
| румунська | 4509           | 99,9%    |
| циганська | 5              | 0,1%     |
| угорська  | 1              | < 0,1%   |

Склад населення комуни за віросповіданням:
| Релігія       | Кількість осіб | Відсоток |
| ------------- | -------------- | -------- |
| православні   | 4512           | 99,9%    |
| реформати     | 2              | < 0,1%   |
| римо-католики | 1              | < 0,1%   |